# Snět
Snět (Duits: Sniet) is een Tsjechische gemeente in de regio Midden-Bohemen en maakt deel uit van het district Benešov. Het dorp ligt op 28 kilometer afstand van de stad Vlašim.
Snět telt 89 inwoners (2025).

## Geschiedenis
De eerste schriftelijke vermelding van het dorp dateert van 1352. In het verleden (onder andere in Otto's encyclopedie) werd de naam van het dorp vermeld als Sněť.
Sinds 1967 maakt Snět deel uit van het district Benešov. Het wapen en de vlag werden op 2 juli 2024 aan de gemeente toegekend bij besluit van de voorzitter van de Kamer van Afgevaardigden van het Parlement van de Tsjechische Republiek.

## Verkeer en vervoer

### Autowegen
Snět is te bereiken via diverse regionale wegen. 

### Spoorlijnen
Er is geen station in de gemeente. Het dichtstbijzijnde station is in Ledeč nad Sázavou, op zo'n 23 kilometer afstand. Dat station ligt aan de spoorlijn van Havlíčkův Brod naar Zruč nad Sázavou.

### Buslijnen
Er is één bushalte in de gemeente:
| Halte      | Lijn(en) | Traject(en)                             | Vervoerder(s) |
| ---------- | -------- | --------------------------------------- | ------------- |
| Snět, Snět | 844 845  | Snět - Vlašim Zruč nad Sázavou - Hořice | CŠAD Benešov  |

### Fietsroutes
De volgende fietsroute loopt door de gemeente:
- 0084: Dolní Kralovice - Šetějovice - Hořice - Čechtice

### Wandelroutes
De volgende wandelroute begint in de gemeente:
- Snět - Křivsoudov - Keblov - Trhový Štěpánov

## Bezienswaardigheden
Niet ver van het dorpsplein staat de barokke Sint-Petrus-en-Pauluskerk. De eerste vermeldingen ervan dateren van 1350, maar de huidige stijl is laatbarok, die werd toegepast tijdens een renovatie in 1778. Oorspronkelijk had de kerk drie grote klokken en een kleinere klok. Daarvan is er slechts één bewaard gebleven, uit 1473, van de klokkengieter Ondřej Ptáček uit Kutná Hora.
Overige bezienswaardigheden
- Dorpskapel

## Galerij

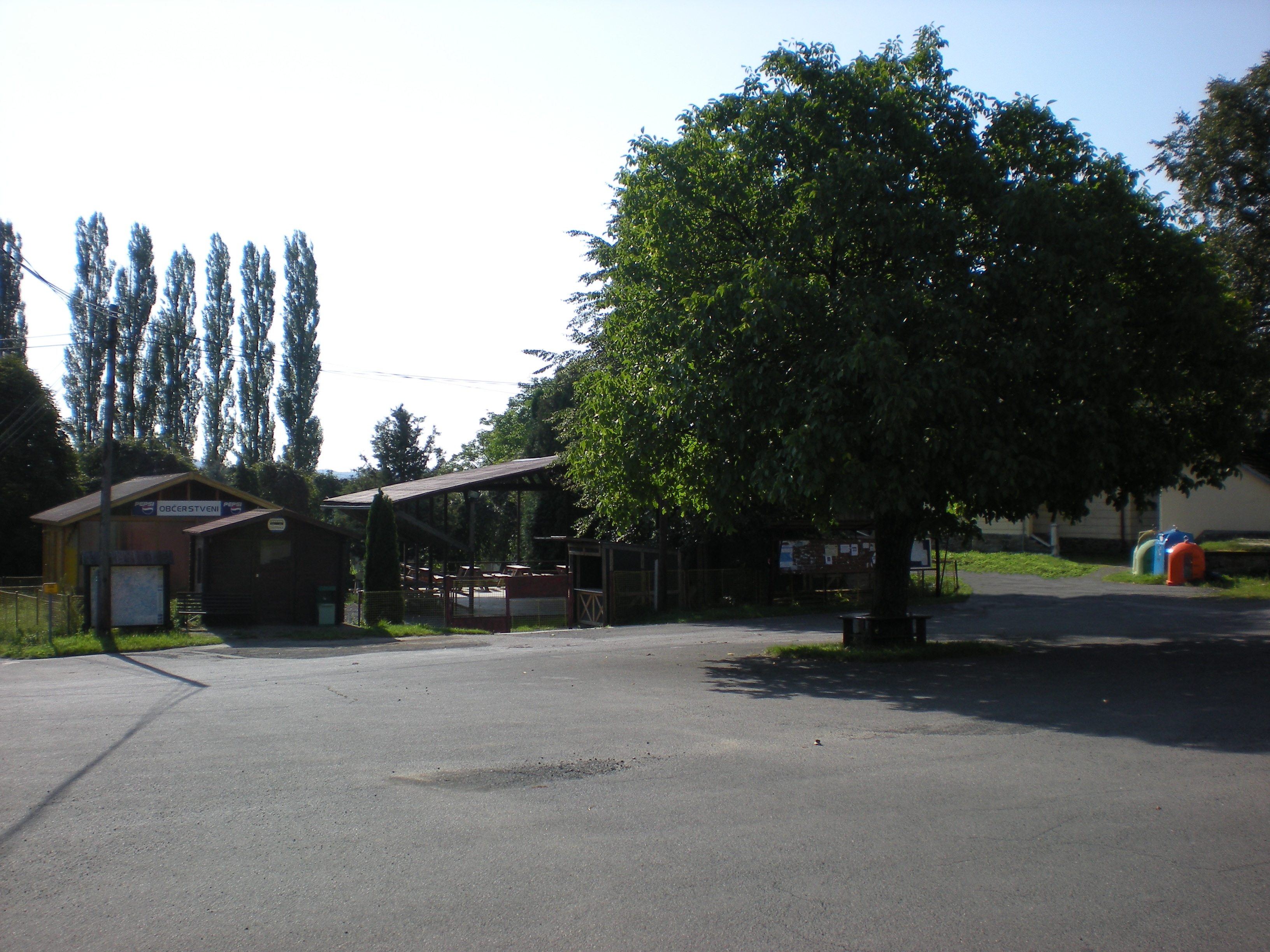
Dorpsplein met bushalte (2011)
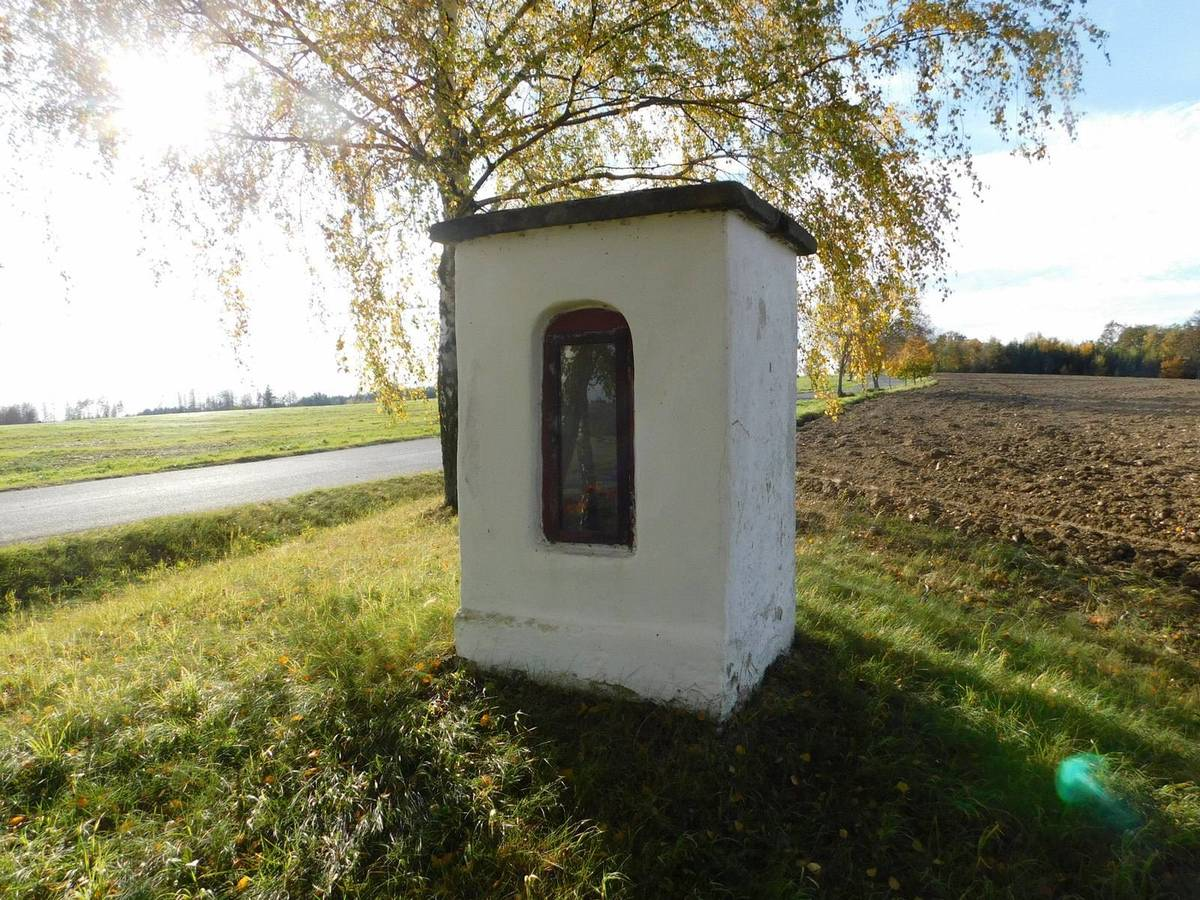
Dorpskapel (2021)